# 新碧街道
新碧街道是中华人民共和国浙江省丽水市缙云县下辖的一个街道办事处。
2011年，浙江省人民政府批复同意撤销五云镇建制，其行政区域连同新建镇的宅基村、马渡村改由缙云县政府直辖。
2011年12月21日，丽水市人民政府批复同意在缙云县政府直辖区域设立五云、新碧、仙都3个街道。新碧街道辖新康村、黄碧街村、三都村、新南村、福康村、新西村、黄碧村村、姓尚村、上小溪村、下小溪村、黄碧村、宅基村、马渡村等13个行政村。办事处驻黄碧街村。

## 行政区划
新碧街道下辖以下村级行政区划单位：
姓尚村、上小溪村、下小溪村、黄碧虞村、新康村、黄碧街村、三都村、新南村、福康村、新西村、黄碧村村、马渡村和宅基村。